# شری سام
شری سام (انگلیسی: Sherri Saum؛ زادهٔ ۱ اکتبر ۱۹۷۴) یک هنرپیشه اهل ایالات متحده آمریکا است. وی از سال ۱۹۹۷ میلادی تاکنون مشغول فعالیت بوده‌است.

## گزیدهٔ آثار

### تلویزیون
| سال         | عنوان فیلم                      | نقش              | اپیزود |
| ----------- | ------------------------------- | ---------------- | --- |
| ۱۹۹۹-۲۰۰۱   | گدایان و انتخاب کنندگان         | کسی لنوکس        | نقش دوره ای (۲۹ اپیزود)                                                                                        |
| ۲۰۰۱        | افسون‌شده                        | آریِل             | اپیزود: "Pre-Witched"                                                                                          |
| ۲۰۰۹        | دختر سخن‌چین                     | هلند کمبل        | اپیزودهای : - "The Debarted" - "The Hurt Locket" - "It's a Dad, Dad, Dad, Dad World" - "Ex-Husbands and Wives" |
| (۲۰۱۰–۲۰۰۹) | سی‌اس‌آی: میامی                   | کارن بلارد       | اپیزود : "Point of Impact"                                                                                     |
| ۲۰۱۰        | قهرمان‌ها                        | کیت بنت          | اپیزود : "The Wall"                                                                                            |
| ۲۰۱۰        | به من دروغ بگو                  | کندیس مک کالیستر | اپیزود : "The Royal We"                                                                                        |
| ۲۰۱۳-اکنون  | پرورشگاهی ها                    | لینا آدامز فاستر | نقش اصلی |
| ۲۰۱۴        | قانون و نظم: واحد قربانیان ویژه | سوندرا واگن      | اپیزود : "Gambler's Fallacy"                                                                                   |
| ۲۰۱۵        | چگونه از مجازات قتل فرار کرد    | تانیا راندولف    | اپیزود : "It's Called the Octopus"                                                                             |
| 2019        | روزول ، نیومکزیکو               |                  | بازیگر دوره ای                                                                                                 |
| 2020        | لاک و کلید                      | اِلی              | اکثر اپیزود ها                                                                                                 |